# (3005) Pervictoralex
(3005) Pervictoralex (1979 QK2) – planetoida z pasa głównego asteroid okrążająca Słońce w ciągu 3,65 lat w średniej odległości 2,37 j.a. Odkryta 22 sierpnia 1979 roku.